# Ла Сал (окръг, Тексас)
Окръг Ла Сал (на английски: La Salle County) е окръг в щата Тексас, Съединени американски щати. Площта му е 3869 km², а населението - 6664 души (1 април 2020). Административен център е град Котула.